# اچ‌ام‌اس ترونشیون (پی۳۵۳)
اچ‌ام‌اس ترونشیون (پی۳۵۳) (به انگلیسی: HMS Truncheon (P353)) یک زیردریایی بود که طول آن ۲۷۶ فوت ۶ اینچ (۸۴٫۲۸ متر) بود. این زیردریایی در سال ۱۹۴۴ ساخته شد.